# Indus
Az Indus (urduul سندھ [Sindh], szindhiül سنڌو [Sindhu], pandzsábiul (Shahmukhi: سندھ, Gurmukhi: ਸਿੰਧੂ ) Sindhu, hindiül és szanszkritül सिन्धु [Sindhu], perzsául حندو [Hindu], pastuul ّآباسن [Abasin], am. „Folyók Atyja”, tibetiül [Szengge Csu], am. „Oroszlán folyó”, kínaiul 印度 [Jindu], görögül Ινδός [Indosz]) az Indiai szubkontinens, India és Pakisztán leghosszabb és legfontosabb folyója, az európai nyelvekben India névadója.

## Földrajza
Hossza 3200 km, vízgyűjtő területe 1,165 millió km², vízhozama másodpercenként 6600 köbméter, évente mintegy 207 köbkilométer. Húsz nagy mellékfolyója van. A hatalmas Indus-deltát az Indus a Csenab, Ravi, Szatledzs, Dzselum és Beász folyókkal együtt alkotja. (Valamikor itt folyhatott a Szaraszvati folyó is.)
A folyó Tibetben, a Manaszarovar-tó közelében ered, a Szengge és Gar folyók összefolyásánál. India Dzsammu és Kasmír államának Ladak kerületén folyik keresztül, majd Pakisztán Gilgit-Baltisztán területén, déli irányban végigfolyik az egész országon és Karacsi kikötőváros közelében ömlik az Arab-tengerbe.
Egyike azon kevés folyóknak, amelyeknél torlóár jelenség figyelhető meg.
Az Indus fontos szerepet játszott az emberi történelemben. Ebben az időszakban folyása nyugati irányba helyeződött át. Ma is a pakisztáni gazdaság fő vízforrása, amely Pandzsáb gazdag mezőgazdaságát táplálja.

### Mellékfolyói
|  | - Beász - Csenab - Dzselum - Gar - Gilgit - Gomal - Hunza - Kabul - Kunar - Kurram - Pandzsnad - Ravi - Sajok - Szoan - Szuru - Szatledzs - Szvát - Vakha - Zanszkár - Zhob |

### Geológiája

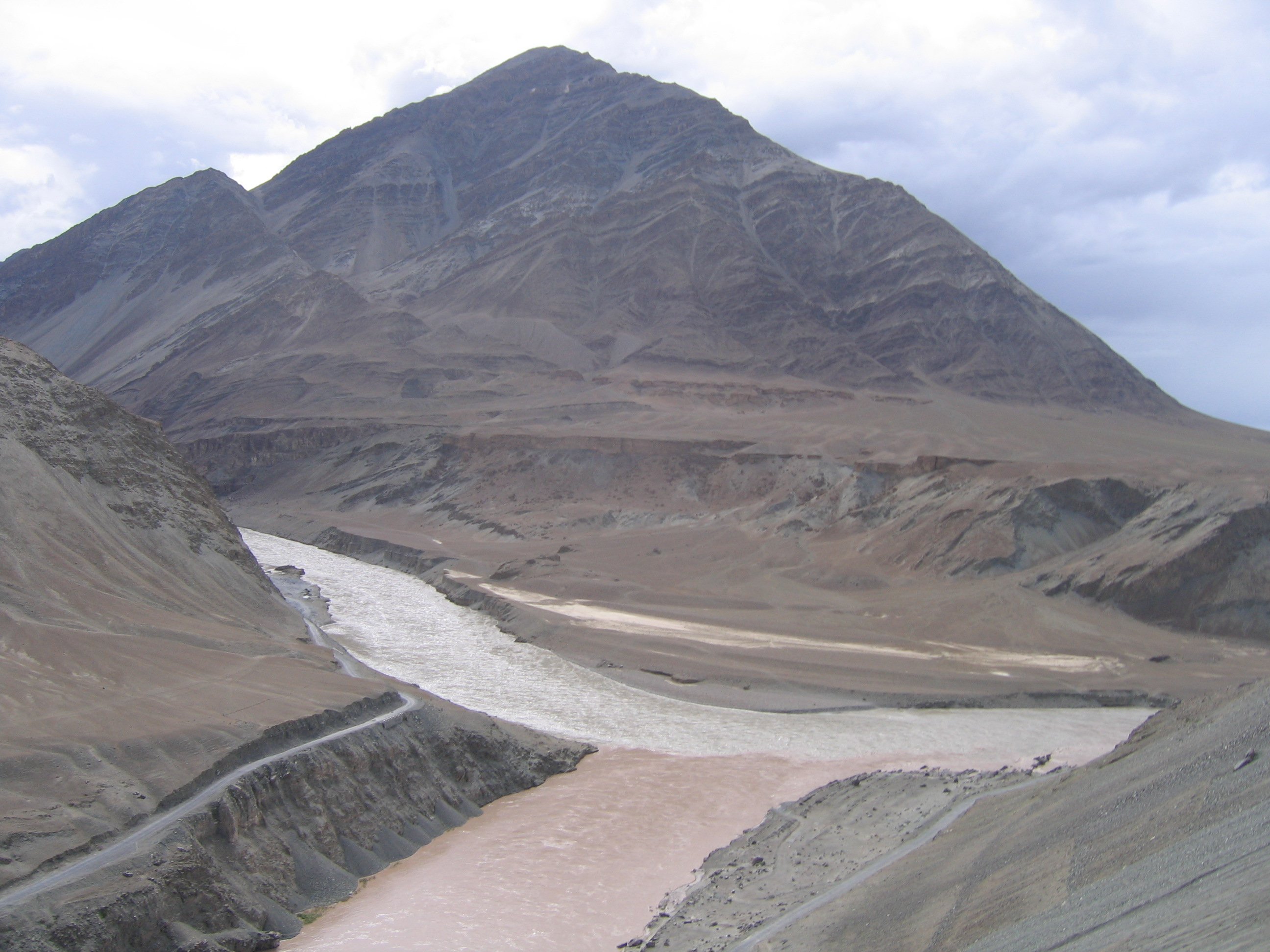
A Felső-Indus és a Zanszkár találkozása (Ladak)

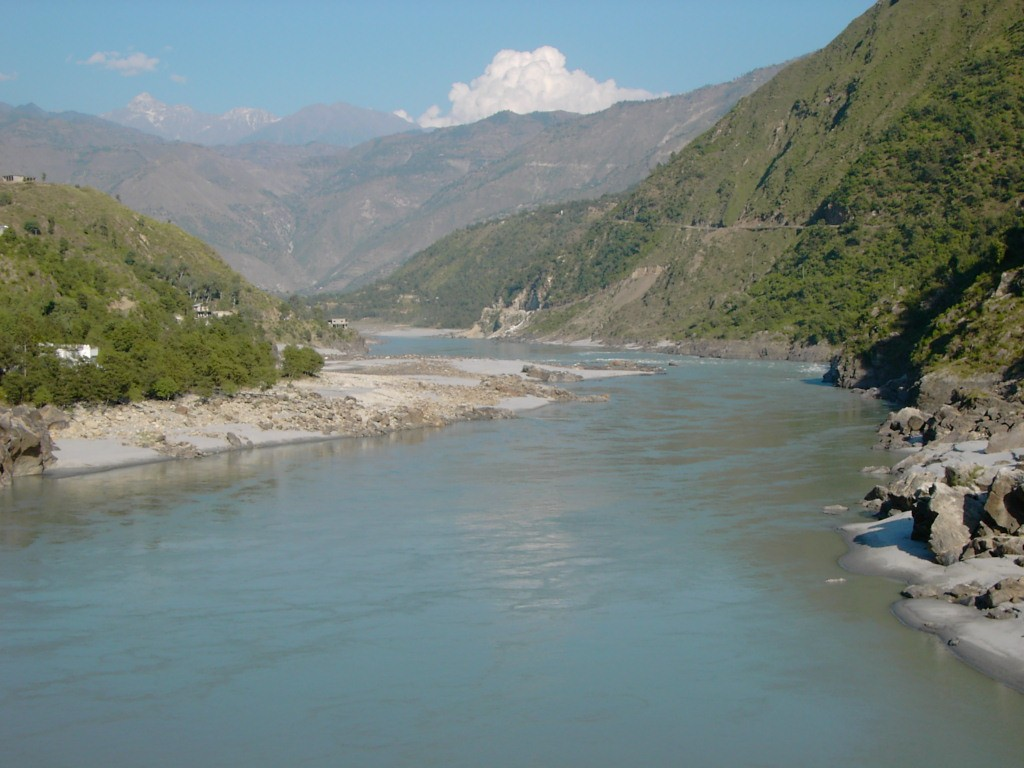
Az Indus felső folyása a karakorumi főútnál Észak-Pakisztánban

Az Indus mintegy ötmillió köbkilométernyi üledéket rakott le torkolatánál az Arab-tengerbe. Ez a második legnagyobb ilyen üledéktömb a Földön. A mai folyó hordozta üledék vizsgálata kimutatta, hogy a szállított anyag legnagyobb forrása az észak-pakisztáni Karakorum-hegység, ezután következik a Himalája, melynek alkotóanyaga Pandzsáb nagy folyóin keresztül (Ravi, Dzshelum, Csenab, Szatledzs) jut az Indusba. Peter Clift és Jerzy Blusztajn az arab-tengeri üledéket vizsgálva arra jutott, hogy ötmillió évvel ezelőtt az Indusnak nem volt összeköttetése ezekkel a pnadzsábi folyókkal, mert akkor ezek még keleti irányba folytak, a Gangeszbe. Korábban Clift kimutatta, hogy Nyugat-Tibetből már 45 millió évvel ezelőtt is került homok és finom üledék az Arab-tengerbe, ebben az időben tehát már létezett egy ősi Indus folyó. E proto-Indus deltájának nyomait aztán meg is találták a Katavaz-medencében, az afgán-pakisztáni határon.